# Opération Veritas
L'Opération Veritas était le nom de code utilisé pour les opérations militaires britanniques contre le gouvernement taliban d'Afghanistan en 2001. Les forces britanniques ont joué un rôle de soutien dans l'opération américaine Enduring Freedom. En outre, la contribution britannique constituait une partie importante de l'ensemble des forces déployées. L'opération Veritas a également inclus l'opération Oracle, l'opération Fingal et l'opération Jacana. Elle fut remplacée par l'opération Herrick à partir de 2005. 
De nombreuses forces britanniques participaient à l'exercice Saif Sareea II à Oman au moment des attentats du 11 septembre 2001. Cela a permis le déploiement rapide de certaines en Afghanistan pour des opérations contre les talibans. 
En décembre 2017, l'opération est encore en cours. 

## Première rotation
La première rotation des forces laissées en place après le début de la guerre comprenait: 
- HMS Illustrious
- HMS Fearless
- HMS Cornwall
- HMS Nottingham
- HMS Southampton
- HMS Trafalgar
- HMS Triumph
- HMS Beagle
- RFA Sir Tristram
- RFA Sir Percivale
- RFA Fort Victoria
- RFA Fort Rosalie
- RFA Bayleaf
- RFA Brambleleaf
- RFA Diligence

Le 2e Bataillon, Parachute Regiment, le 40e Commando, les Royal Marines furent utilisées pour la partie infanterie de l'opération.  
L'unité a initialement déployé les compagnies C Coy et B Coy de la base avancée Diego Garcia à Bagram à la mi-novembre 2001 pour soutenir les opérations de l'UKSF. Ils furent ensuite relevés par une compagnie (40 Cdo RM) à la mi-mars 2002, avant le déploiement du 45e Commando Royal Marines dans le cadre de l'opération Anaconda. 

## Deuxième rotation
En mars 2002, la force navale initiale a été relevée par une force centrée sur le HMS Ocean, transportant le 45e Commando Royal Marines. Sir Tristram et Sir Percivale sont restés dans la région. Les autres navires de cette force étaient: 
- HMS Ocean
- HMS York
- HMS Campbeltown
- HMS Portland
- RFA Fort George
- RFA Fort Austin

En plus des forces opérationnelles navales présentes, il y avait une présence importante de la RAF dans la région. Des ravitailleurs Tristar et VC10 ont ravitaillé des avions des marines britannique et américaine. Les aéronefs Nimrod et Canberra ont effectué des reconnaissances électroniques et photographiques, et les Nimrods ont également mené des opérations de patrouille maritime. Des Sentry AWACS furent également déployés. 

## Après l'opération
Une fois les principales opérations de combat terminées, la Force internationale d'assistance à la sécurité (FIAS) a été créée à Kaboul, la Bravo Company du 40e Commando assurait sa protection. Elle était sous la direction britannique pendant les premiers mois de son existence, et les troupes britanniques étaient toujours impliquées dans la force en 2006. Le 45 Commando déployé en Afghanistan depuis le HMS Ocean en mars 2002, et mené plusieurs opérations de recherche et de destruction jusqu'en juillet. Il n'a pas eu de contact avec l'ennemi pendant cette période. 
Le 25 août 2004, le secrétaire d'État à la Défense, Geoff Hoon, a annoncé que 6 RAF Harrier GR7 du 3e escadron seraient déployés en Afghanistan. Il s'agissait du premier déploiement en Afghanistan d'avions de chasse de la RAF et ils sont destinés à fournir un soutien aérien rapproché (CAS) et des reconnaissances à la FIAS et aux forces de la coalition. 

## Commandants
Les personnes suivantes ont commandé le contingent britannique pendant l'opération Veritas: 
- 2001 Lieutenant-colonel Henry Worsley [2]
- Septembre 2001 à janvier 2002, étrier du Air marshal Jock Stirrup